# Мечеть Нур (Франкфурт-на-Майне)
Мечеть Нур (от араб. نور‎ — свет) — мечеть во Франкфурте-на-Майне, Германия.
Третья мечеть в Германии.
Была открыта в сентябре 1959 сэром Мухаммедом Зафруллой-ханом.
Эта мечеть известна тем, что в ней однажды молился боксер Мухаммед Али.
Пока Ахмадийская община не купила место «Насир Баг (Сад Насира)», в Гросс-Герау она проводила свой ежегодный съезд (Джалса Салана) в этой мечети.